# 三钵罗底
三钵罗底（公元前224年—公元前215年在位）是古印度孔雀王朝第三位君主阿育王的孙子，鸠那罗的儿子。他继承了堂兄达沙拉沙的王位，成为孔雀帝国第五任君主，统治着几乎整个南亚次大陆。
鸠那罗是阿育王的首席王后Padmavati的儿子。鸠那罗年轻时即被父王指定为继承人，但却在一次阴谋中被刺瞎双眼。于是他的侄子达沙拉沙便取代了他的继承权。传说鸠那罗成为王储多年后，一次带着自己的儿子三钵罗底觐见阿育王，阿育王感到不能将王位传给盲眼的鸠那罗，又看到小孙子三钵罗底不仅勇武健壮而且善于管理，于是决定让三钵罗底在达沙拉沙死后继承王位。公元前232年，阿育王去世；公元前224年，达沙拉沙死，三钵罗底正式登基。公元前215年，王位传于舍利输迦。
三钵罗底和他母亲以及孔雀家族的先祖一样，是个耆那教教徒，并且致力于其宗教的传播。据耆那教传说，三钵罗底在位长达53年，用三年半时间在全国建立了12.5万座耆那教寺庙，可以功盖阿育王。目前在邬阇衍那以及古吉拉特邦等地还留存有三钵罗底所建的庙宇。他的影响所及体现在公元2世纪的南印度克里希纳河谷地Vadamänu地方的Samprati Vihär。